# Nadułki-Majdany
Nadułki-Majdany – wieś sołecka w Polsce położona w województwie mazowieckim, w powiecie płockim, w gminie Bulkowo.
| SIMC    | Nazwa           | Rodzaj    |
| ------- | --------------- | --------- |
| 0561520 | Nadułki-Góry    | część wsi |
| 0561537 | Nadułki-Parcele | część wsi |

W latach 1975–1998 miejscowość administracyjnie należała do województwa płockiego.